# Mortoniella bifurcata
Mortoniella bifurcata är en nattsländeart som beskrevs av Sykora 1999. Mortoniella bifurcata ingår i släktet Mortoniella och familjen stenhusnattsländor. Inga underarter finns listade i Catalogue of Life.